# Seznam rybníků v Jihomoravském kraji
Seznam rybníků v Jihomoravském kraji – stejně jako i na celém území Česka tvoří největší počet vodních ploch v Jihomoravském kraji rybníky.

## Podle rozlohy
| Pořadí | Rybník              | Rozloha [ha] | Hloubka [m] | Nadm. výška [m n. m.] | Objem [mil. m³] | Odtok (povodí)          | Okres       |
| ------ | ------------------- | ------------ | ----------- | --------------------- | --------------- | ----------------------- | ----------- |
| 1.     | Nesyt               | 296          | 3,0         | 175                   | 4,5             | Včelínek                | Břeclav     |
| 2.     | Jaroslavický rybník | 245          | 5,0         | 185                   | ...             | Dyjsko-mlýnský náhon    | Znojmo      |
| 3.     | Novoveský rybník    | 174          | 2,0         | 178                   | 2,2             | Olbramovický potok      | Brno-venkov |
| 4.     | Vrkoč               | 156          | 2,0         | 173                   | 1,7             | Mlýnský náhon Cvrčovice | Brno-venkov |
| ...    | Starý rybník        | 130          | ...         | ...                   | ...             | Mlýnský náhon Cvrčovice | Brno-venkov |
| ...    | Mlýnský rybník      | 86           | ...         | ...                   | ...             | Včelínek                | Břeclav     |
| ...    | Hlohovecký rybník   | 68           | ...         | ...                   | ...             | Včelínek                | Břeclav     |
| ...    | Prostřední rybník   | 47           | ...         | ...                   | ...             | Včelínek                | Břeclav     |
| ...    | Zámecký rybník      | 24           | ...         | ...                   | ...             | Zámecká Dyje            | Břeclav     |